# Григорий Пелагонийски (XVI век)
Григорий е православен духовник от XVI век, пелагонийски епископ на Охридската архиепископия.
Григорий епископ Пелагонийски и Прилепски е автор на първия превод на църковнославянски на „Съкровище“ на Дамаскин Студит. Споменаването гласи: „прѣложенное бголюбзым епископѡм пелагонискѷм и прилѣпскым смѣренному Григѡрїю“. Тъй като е наречен епископ, а не митрополит, Иван Снегаров смята, че датата е преди въвеждането на пелагонийската катедра в митрополия в 1580 година. Преводът е направен около 1570 - 1580 година, след отпечатването на „Съкровище“ във Венеция в 1557 - 1558 г. Преводът следва състава на „Съкровище“ и има ограничено разпространение, като единственият му цялостен препис е в Кърнинския дамаскин. В превода няма добавки, нито големи съкращения. Езикът е традиционният за епохата, но със западнобългарски вляния. От превода на Григорий Пелагонийски са известни седем преписа, повечето частични, които датират от края на ХVI и I половина на ХVII век.